# Palacio de Posada Herrera

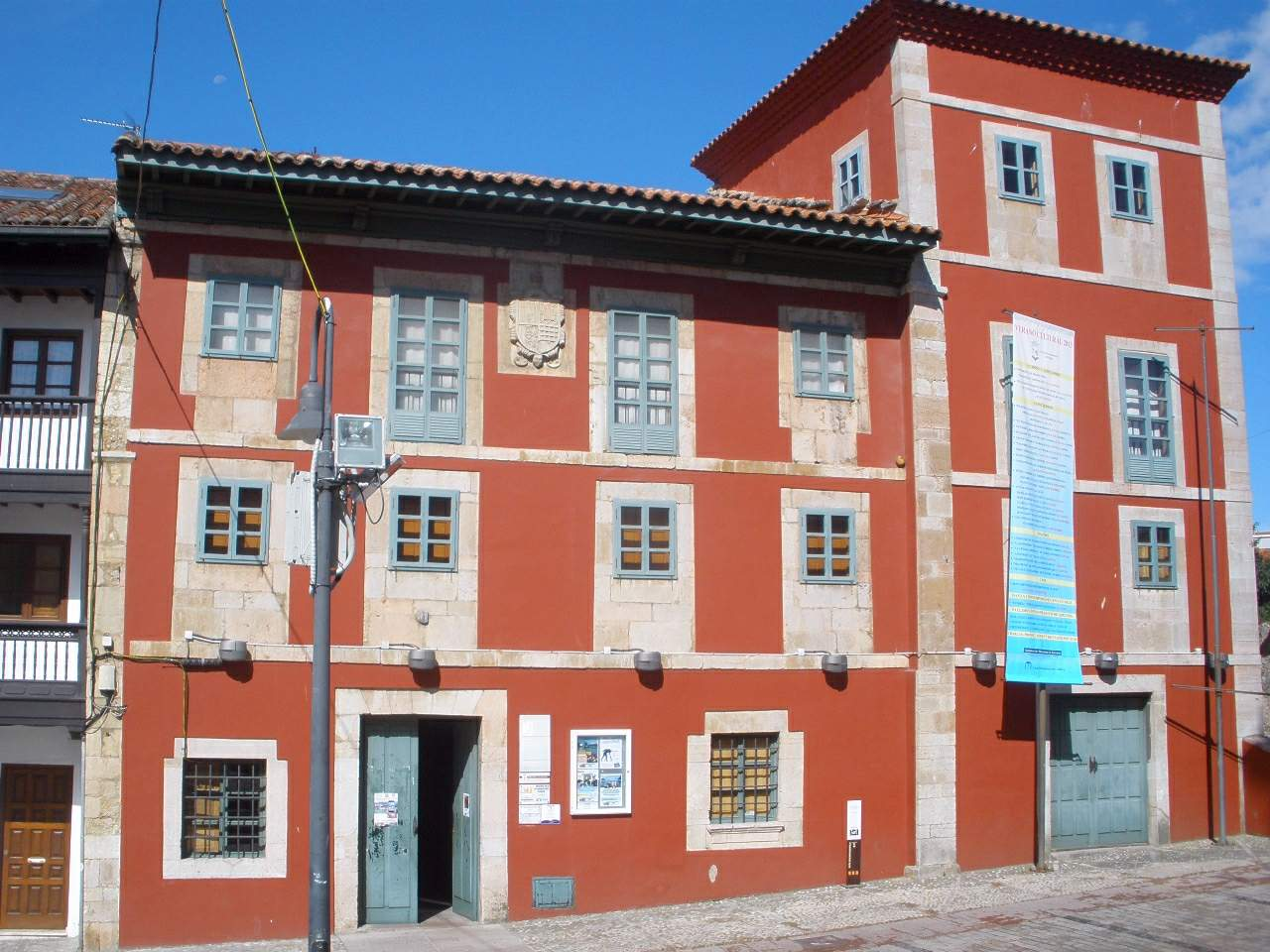
Fachada del Palacio de Posada Herrera

El Palacio de Posada Herrera está situado en la localidad de Llanes en el concejo asturiano del mismo nombre. En la actualidad se le da uso como Casa de la Cultura de Llanes.
El edificio fue fundado entre finales del siglo XVII y siglo XVIII por parte de tres de las familias más poderosas de la zona junto con la de Duque de Estrada los Valdés, Rivero y Posada.
La decoración del conjunto es austera careciendo de elementos decorativos, destacando sólo el escudo situado en la fachada principal, escudo perteneciente a los Rivero-Posada.
El habitante más ilustre del palacio fue José de Posada Herrera, insigne político asturiano que llegó a ser Presidente del Consejo de Ministros de España.